# Francis X. Bushman
Francis X. Bushman (ur. 10 stycznia 1883, zm. 23 sierpnia 1966) – amerykański aktor filmowy i telewizyjny. Zmarł na niewydolność serca.

## Filmografia
seriale
- 1951: Schlitz Playhouse of Stars

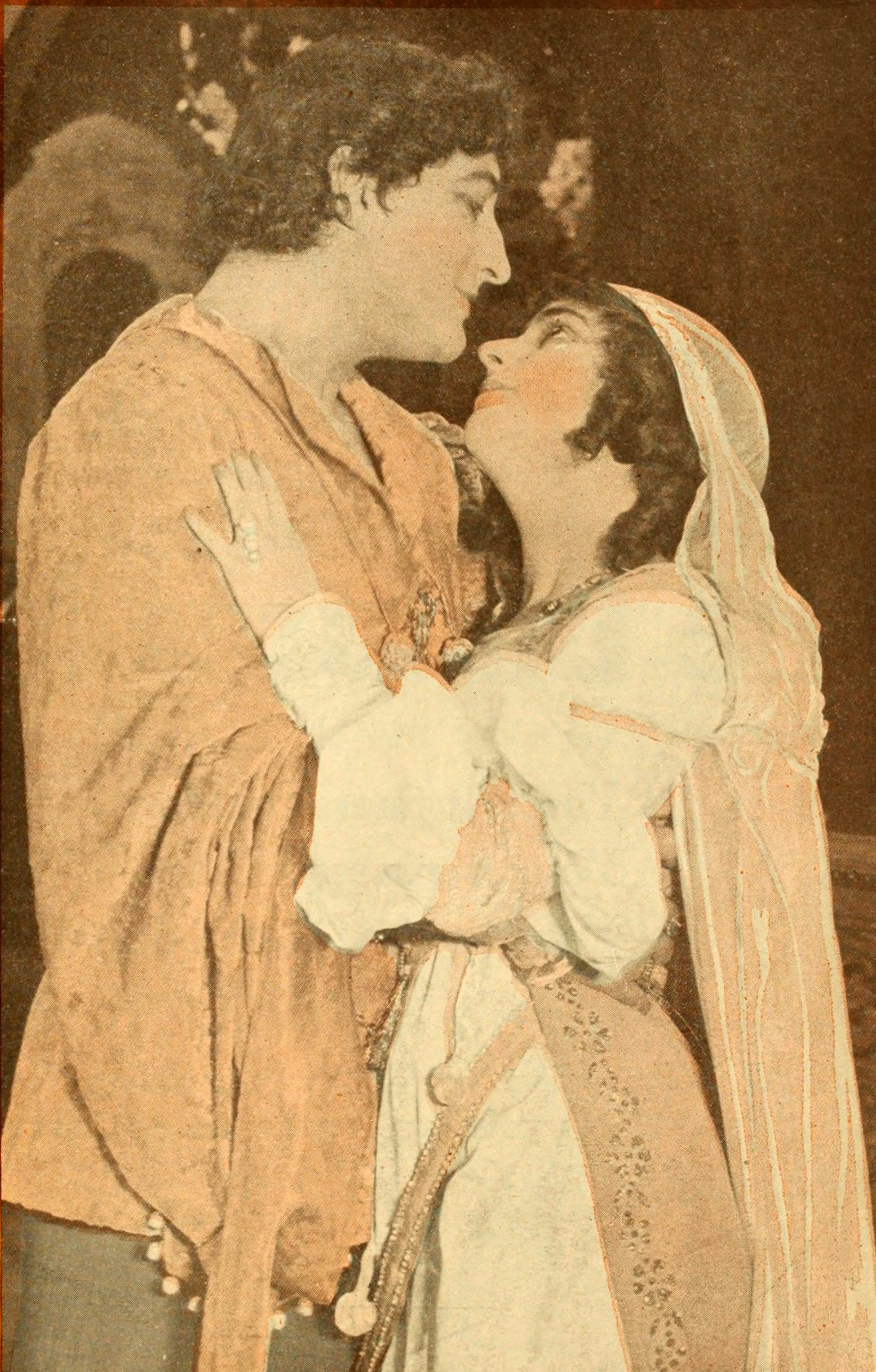
Romeo and Juliet (1916)

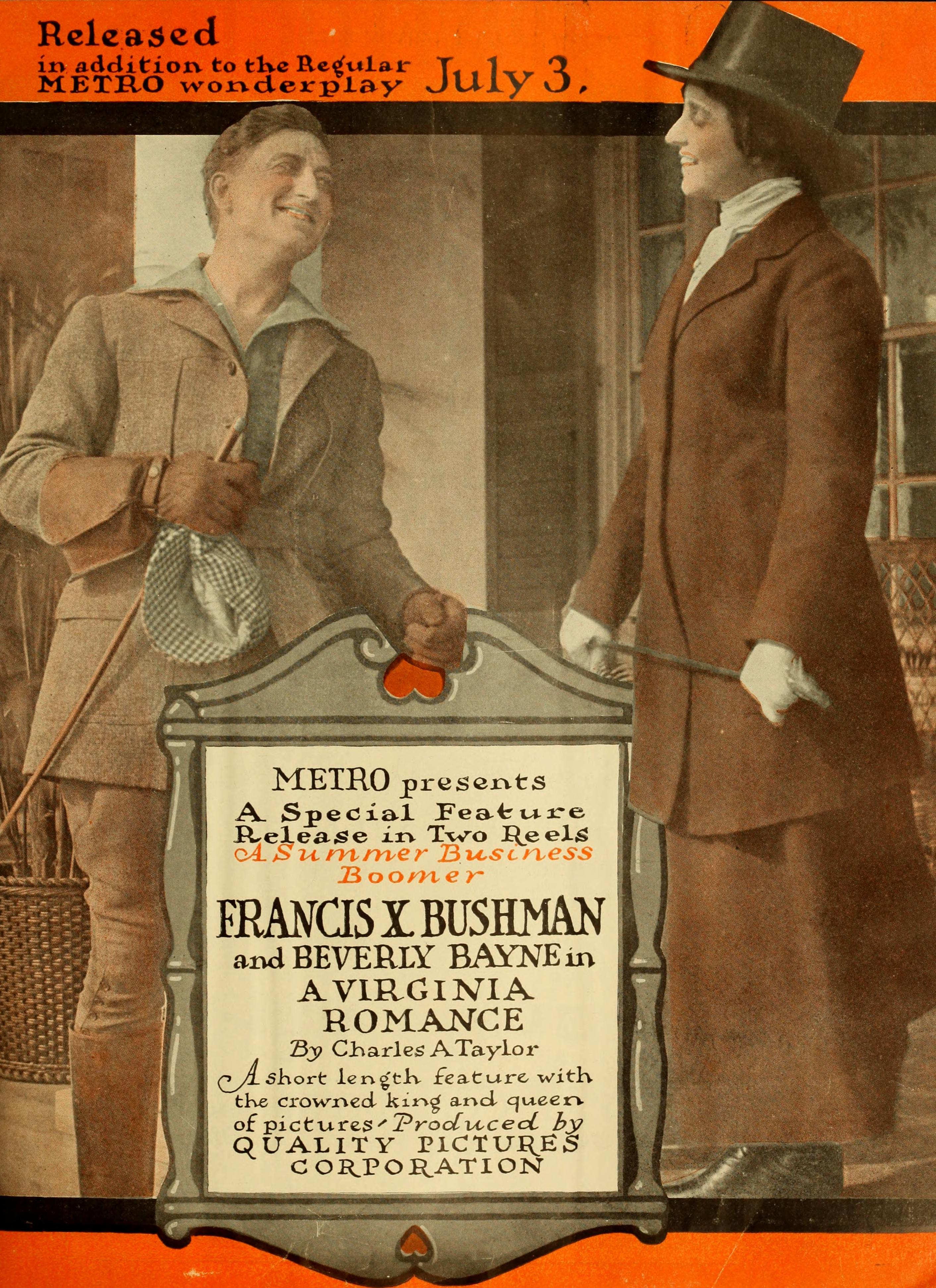
A Virginia Romance (1916)

- 1953: General Electric Theater jako Abgarus
- 1957: The Court of Last Resort jako Ksiądz
- 1961: Peter Gunn jako Clinton Hobart
- 1965: Doktor Kildare jako pan Cooper
- 1966: Batman jako pan Van Jones

film
- 1911: Fate's Funny Frolic jako Richard Malcolm
- 1912: Requited Love jako Doktor
- 1914: Cenie jako Agent Grayson
- 1923: Nowoczesne małżeństwo jako Hugh Varley
- 1925: Ben-Hur jako Messala
- 1932: Watch Beverly jako Prezydent Orloff
- 1951: Dawid i Betszeba jako Król Saul
- 1952: Piękny i zły jako Eulogist
- 1954: Sabrina jako pan Tyson, ojciec Elizabeth
- 1954: Historia ludzkości jako Mojżesz
- 1966: Duch w niewidzialnym bikini jako Malcolm

## Wyróżnienia
Posiada swoją gwiazdę na Hollywoodzkiej Alei Gwiazd, jak również w 1960 roku na rozdaniu Złotych Globów został nagrodzony Nagrodą Specjalną dla Słynnej Gwiazdy Kina Niemego.